# The Stage
The Stage (englisch für Die Theaterbühne) ist ein 1000 m hoch gelegener, mit Moränengeröll angehäufter Bergkessel im ostantarktischen Viktorialand. Er liegt zwischen den Gebirgskämmen West Aisle Ridge und Central Aisle Ridge an der Nordflanke des Renegar-Gletschers an der Scott-Küste.
Die Formation wurde von einer Mannschaft des New Zealand Geological Survey unter der Leitung des Geologen David Norman Bryant Skinner (1938–2019) zwischen 1977 und 1978 erkundet und deskriptiv nach seiner Erscheinung vom niedriger gelegenen Renegar-Gletscher benannt.